# Syllitus tuberculatus
Syllitus tuberculatus är en skalbaggsart som beskrevs av Mckeown 1938. Syllitus tuberculatus ingår i släktet Syllitus och familjen långhorningar. Inga underarter finns listade i Catalogue of Life.